# 로버트 라이시

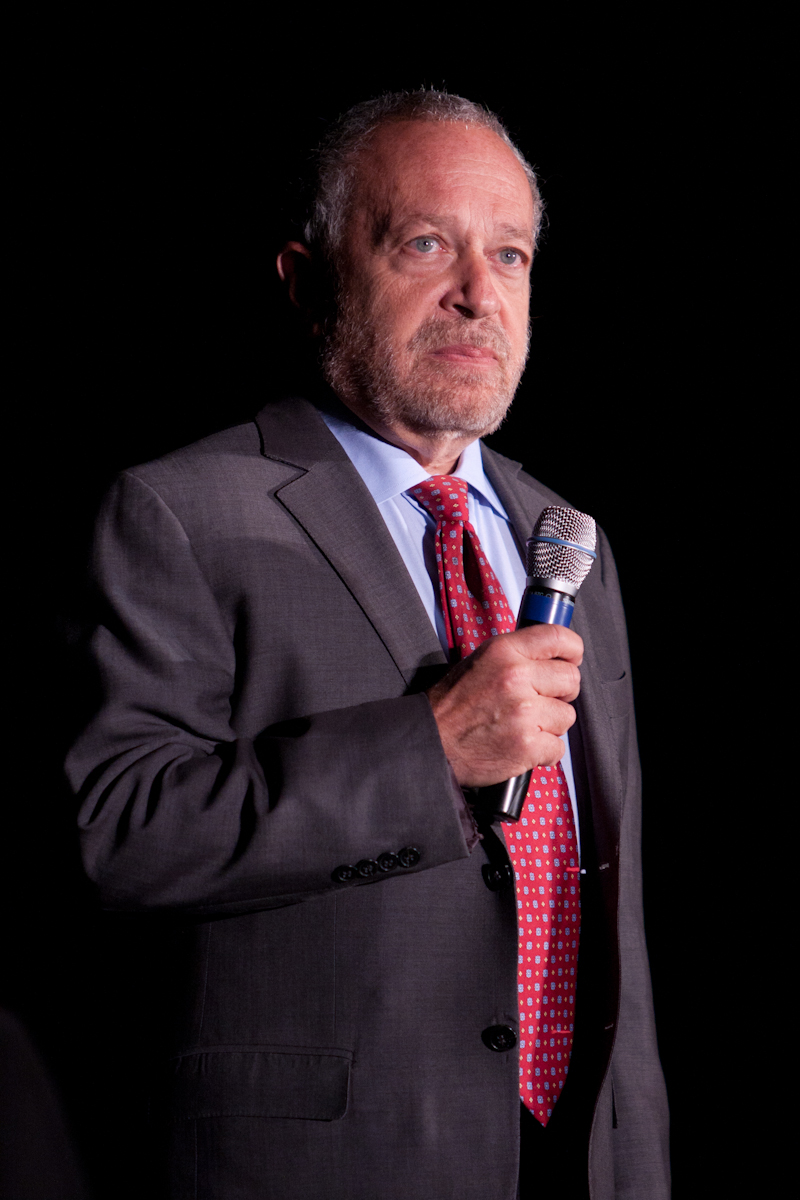
라이시 (2011년)

로버트 라이시(Robert Reich, 1946년 6월 24일 ~ )는 미국의 정치가, 경제학자이다. 빌 클린턴 행정부 시절 노동부 장관을 지냈다.
라이시는 2006년 1월부터 UC 버클리 골드만공공정책대학의 석학교수(Chancellor's Professor)로 부임 중이다. 그 이전에는 하버드대 존 F. 케네디행정대학과 브랜디스대 헬러사회정책 및 경영대학에서 교수로 있었다. 그는 또한 <뉴리퍼블릭(the New Republic)>의 기고자 겸 편집인, <아메리칸프로스펙트(The American Prospect)>의 창립편집인이자 대표, <하버드비즈리스리뷰(Harvard Business Review)>, <더애틀랜틱(The Atlantic)>, <뉴욕타임즈>, <월스트리트저널>의 기고자이다.